# Красицкий, Пётр Фотиевич
Пётр Фо́тиевич Краси́цкий (10 [23] июля 1906, Киев, Киевская губерния, Российская империя — 11 апреля 1968, Киев, Украинская ССР, СССР) — украинский советский архитектор.

## Биография
Родился 10 (23) июля 1906 года в Киеве в семье украинского художника Фотия Красицкого, классика украинской живописи и графики, внучатого племянника Тараса Шевченко. Мать — Анна Фотиевна, была домохозяйкой и воспитывала пятерых детей. Крестили Петра Красицкого в Покровской церкви на Подоле, крестным отцом его стал художник Григорий Дядченко.
В 1923 году Красицкий окончил среднюю школу и начал трудовую деятельность. Работал в киевском филиале «Книгосоюза», одновременно в 1926—1927 годах учился в Киевском кооперативном институте им. В. Я. Чубаря.
В 1930 году начал обучение на архитектурном факультете Киевского строительного института, который закончил в феврале 1936 года. Среди его преподавателей были Константин Елева, Василий Кричевский, Валериан Рыков, Ипполит Моргилевский, Иосиф Каракис, Павел Хаустов.
С 1934 года работал архитектором в киевских проектных организациях: в бригаде по проектированию здания Верховного Совета УССР, госуправлении ЦИК УССР, Киевтрансузелпроекте. Под руководством архитектора Владимира Заболотного участвовал в проектировании здания Верховной Рады УССР (составление эскизного проекта и рабочих чертежей, бригадир по разработке планов).
В 1939 году женился и переехал в Москву, где работал в должности старшего инженера отдела жилищно-коммунального хозяйства Наркомата путей сообщения СССР. В декабре 1944 года вернулся в Киев.
С 1944 по 1961 год работал в должности главного архитектора в проектном институте Киевгипротранс (до 1951 года — Киевтрансузелпроект), занимался проектированием вокзалов железнодорожных станций. В октябре 1945 года Красицкого было присвоено звание инженер-майор путей и строительства. В 1954 году Красицкий был награждён знаком «Ударник Сталинского призыва».

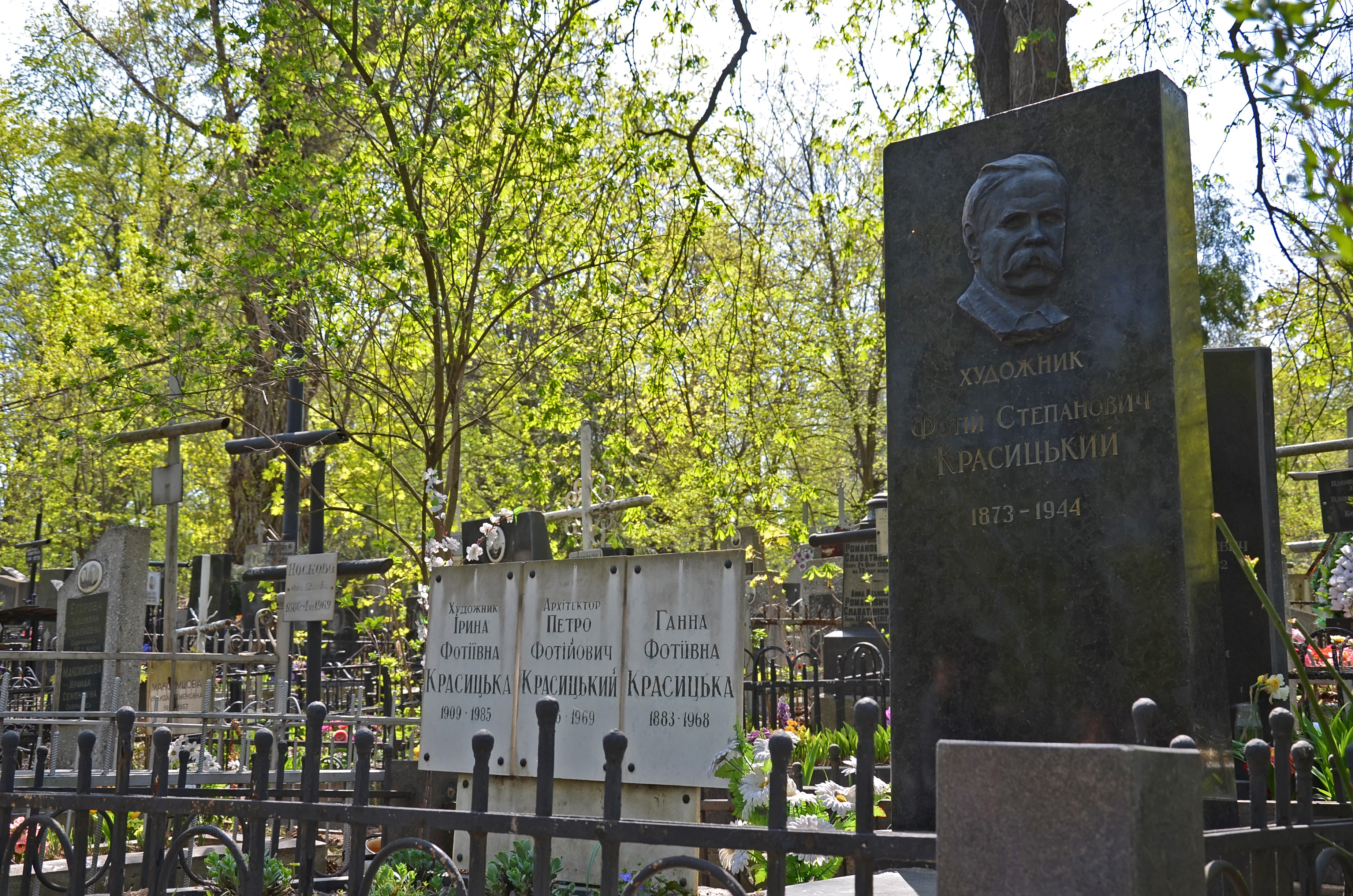
Могила Петра Красицкого на Байковом кладбище

В 1960 года в Киеве по проекту Киевгипротранса (архитекторы Слава Павловский, Геннадий Гранаткин, Анатолий Игнащенко, Петр Красицкий, Станислав Крушинский) была построена станция метрополитена «Днепр». В 1961 году перешел работать в Научно-исследовательский институт экспериментального проектирования на должность главного архитектора сектора.
В 1964 году Петр Красицкий снова переезжает в Москву, где работает главным архитектором архитектурно-строительной мастерской Мосгипротранса. В 1966 году вышел на пенсию.
Скончался 11 апреля 1968 года в Киеве, похоронен на Байковом кладбище.

## Творческий вклад
- Здание Верховной Рады УССР (1936—1937), главный архитектор — Владимир Заболотный.
- Жилые и административные здания в Киеве: Крутой спуск, 5, ул. Прорезная, 15; Воздухофлотский проспект (бывшая адрес — ул. Земская, 19), жилые дома Киевского радиозавода в Дарнице (1950—60-е годы).
- Жилые дома в Москве, Оренбурге (1934—1935, 1938—1939).
- Здания вокзалов железнодорожных станций Белая Церковь (1945), Мироновка (1953), Конотоп (1953), Дарница (1945, временный; 1954), Арзамас-2, Йошкар-Ола и др.
- Типовые здания вокзалов на 50 и 100 пассажиров для железнодорожных станций направлении Москва — Киев — Львов (1953).
- Архитектурное оформление станции «Днепр» Киевского метрополитена (1960).
- Киевский электромеханический техникум железнодорожного транспорта (в составе творческого коллектива, 1956, Киев, Воздухофлотский проспект, 35)
- Киевский строительный техникум железнодорожного транспорта (в составе творческого коллектива, 1956, Киев, Винницкая улица, 10)
- автобусно-железнодорожный вокзал в Челябинске (1965).
- жилые дома типовых серий 1-438 и 1-480 (кирпичные и панельные пятиэтажки, т. н. «хрущевки») и др.
- ряд промышленных сооружений и административных зданий в разных городах СССР.

## Изображения

Здание Верховной Рады УССР
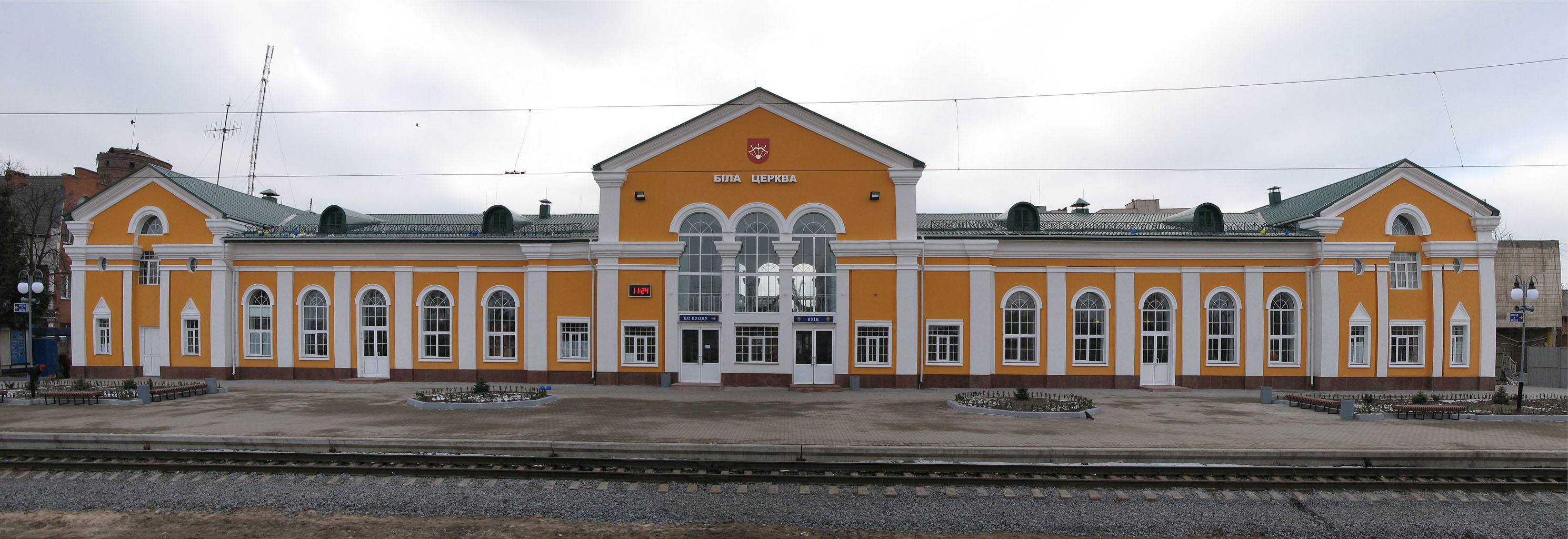
Вокзал станции Белая Церковь
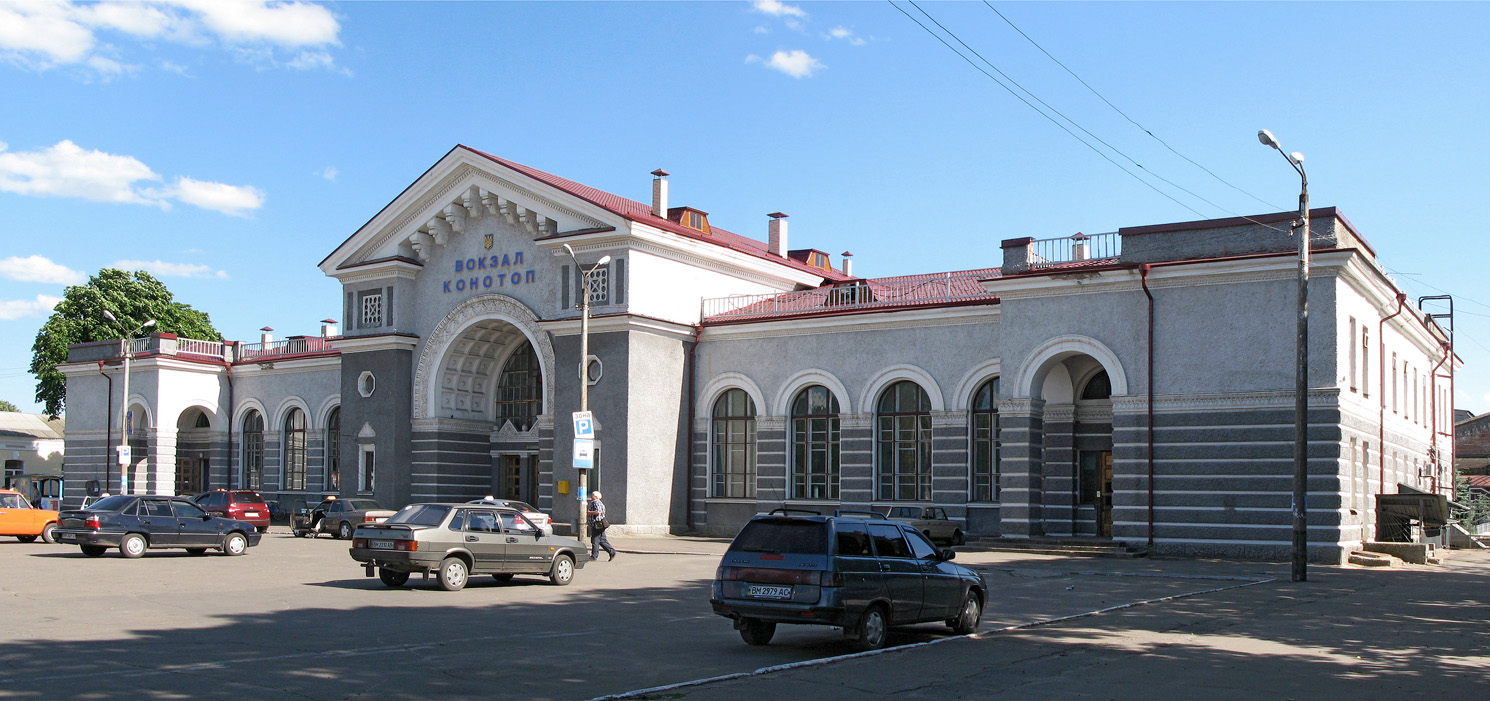
Вокзал станции Конотоп
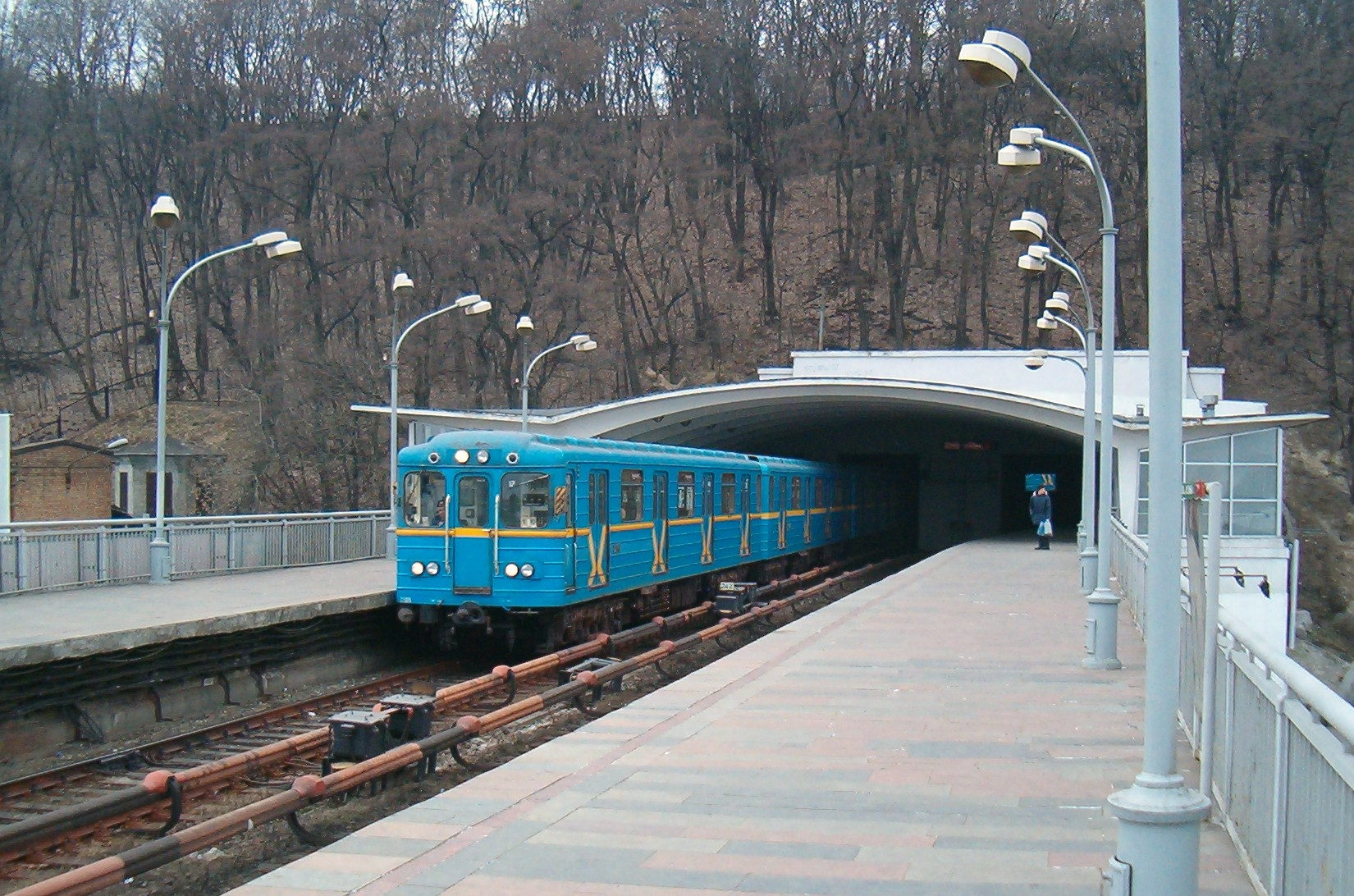
Станция метрополитена «Днепр»
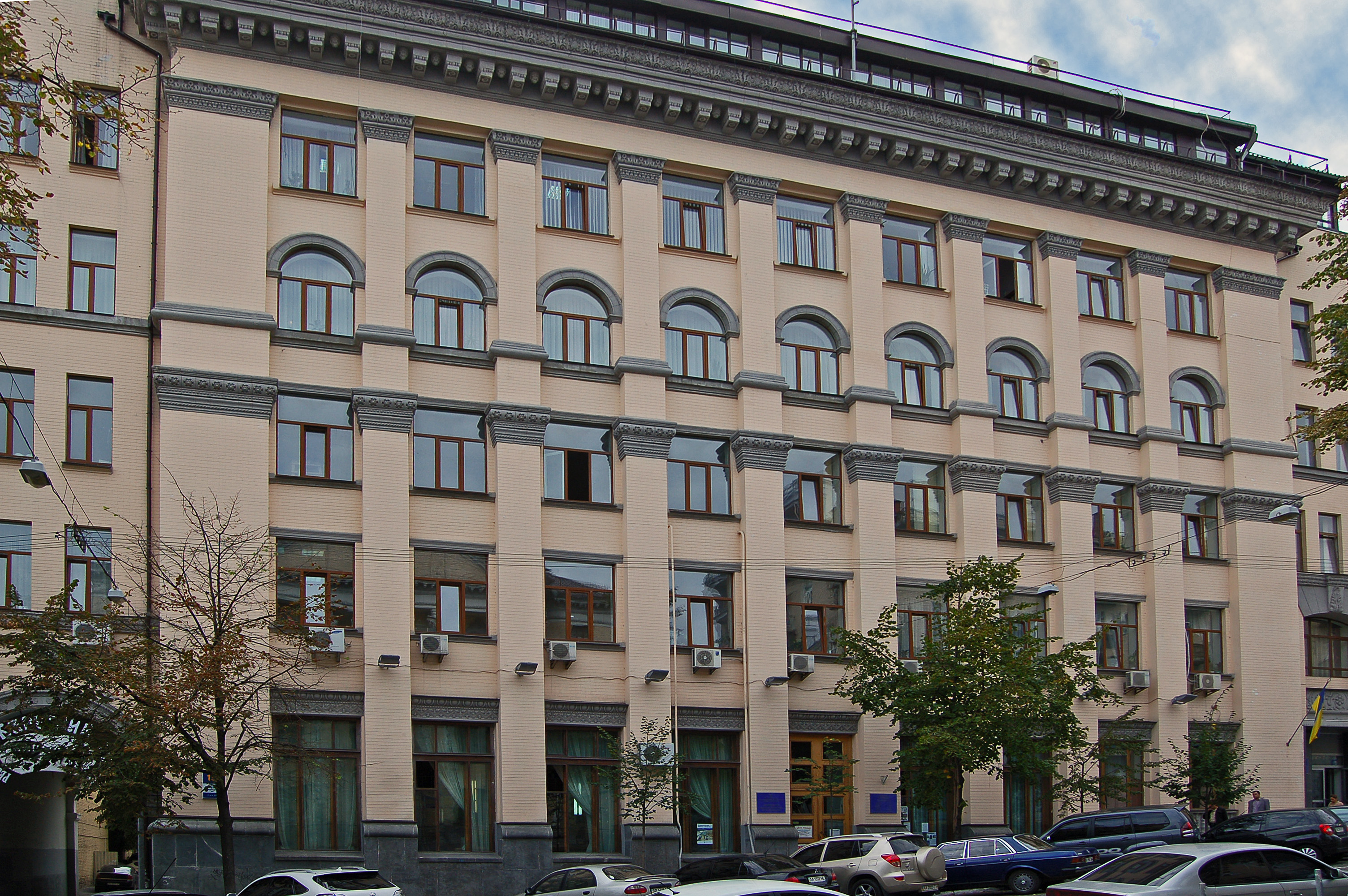
Административное здание по Прорезной улице, 15